# Hovhannès Zanazanian
Hovhannès Zanazanian   (Atenes, 10 de desembre de 1946 - Yerevan, 4 d'octubre de 2015) fou un futbolista greco-armeni de la dècada de 1970 i entrenador.
Fou 6 cops internacional amb la selecció de la Unió Soviètica.
Pel que fa a clubs, defensà els colors de FC Ararat Erevan.